# 40UP Radio
40UP Radio is een Nederlandse muziekzender. De naam van de zender duidt op de doelgroep: mensen van 40 jaar en ouder.
Het accent ligt op muziek die niet 'mainstream' is, zoals albumtracks. Het is een mix van (alternatieve) pop, americana, country rock, yacht rock, blues en rock. De ‘fonotheek’ van het station bevat meer dan 8.000 nummers die in steeds wisselende volgorde worden gedraaid. Daardoor is het station ‘eclectisch’ binnen de gekozen muziekstromen.
40UP Radio werd in 2015 opgericht door Harry de Winter. Hij wilde een radiozender bouwen die muziek brengt die de mainstream-stations zijn inziens te weinig aandacht geven. Hij gaf ook volledige vrijheid aan de presentatoren om te draaien wat zij wilden. 
Presentatoren zijn Mart Smeets, Bram van Splunteren, Hans Vandenburg, Jan Emous, Vic van de Reijt & Bart Ganzeman, Vincent Bijlo, Jan Zorg, Ad Vanderveen, Abel de Lange, Edwin Wendt, Henk Peeters, Maarten Stultjens, Leo Kattestaart, Mark van Dale en Leo van der Goot.
Eerdere presentatoren waren onder meer Harry de Winter (†2023), Jan Donkers, Beatrice van der Poel, Fay Lovsky, Hubert van Hoof (†2023), Vincent van Engelen (†2025), Robert ten Brink, Thomas Verbogt en Hans Hogendoorn.
Het 24-uurskanaal van 40UP Radio is via internet (tune-in) en via de website te beluisteren. Op zondag worden de gepresenteerde programma's uitgezonden tussen 9 uur en 24 uur. Op werkdagen worden ze vanaf 21 uur herhaald. Buiten die uren is de non-stop radio actief. 
Vanaf september 2017 werd de avondprogrammering van NH Radio vanaf 21 uur gezamenlijk met 40UP Radio gemaakt, maar deze samenwerking is in 2020 beëindigd.

De zender beschikt niet over een studio. De presentatoren nemen hun programma's thuis, bij elkaar of in studio’s van lokale zenders op. De zender wordt geheel door vrijwilligers in de lucht gehouden.